# Cyclophyllum baladense
Cyclophyllum baladense är en måreväxtart som beskrevs av André Guillaumin. Cyclophyllum baladense ingår i släktet Cyclophyllum och familjen måreväxter.
Artens utbredningsområde är Nya Kaledonien. Inga underarter finns listade i Catalogue of Life.